# 글래스톤베리 페스티벌

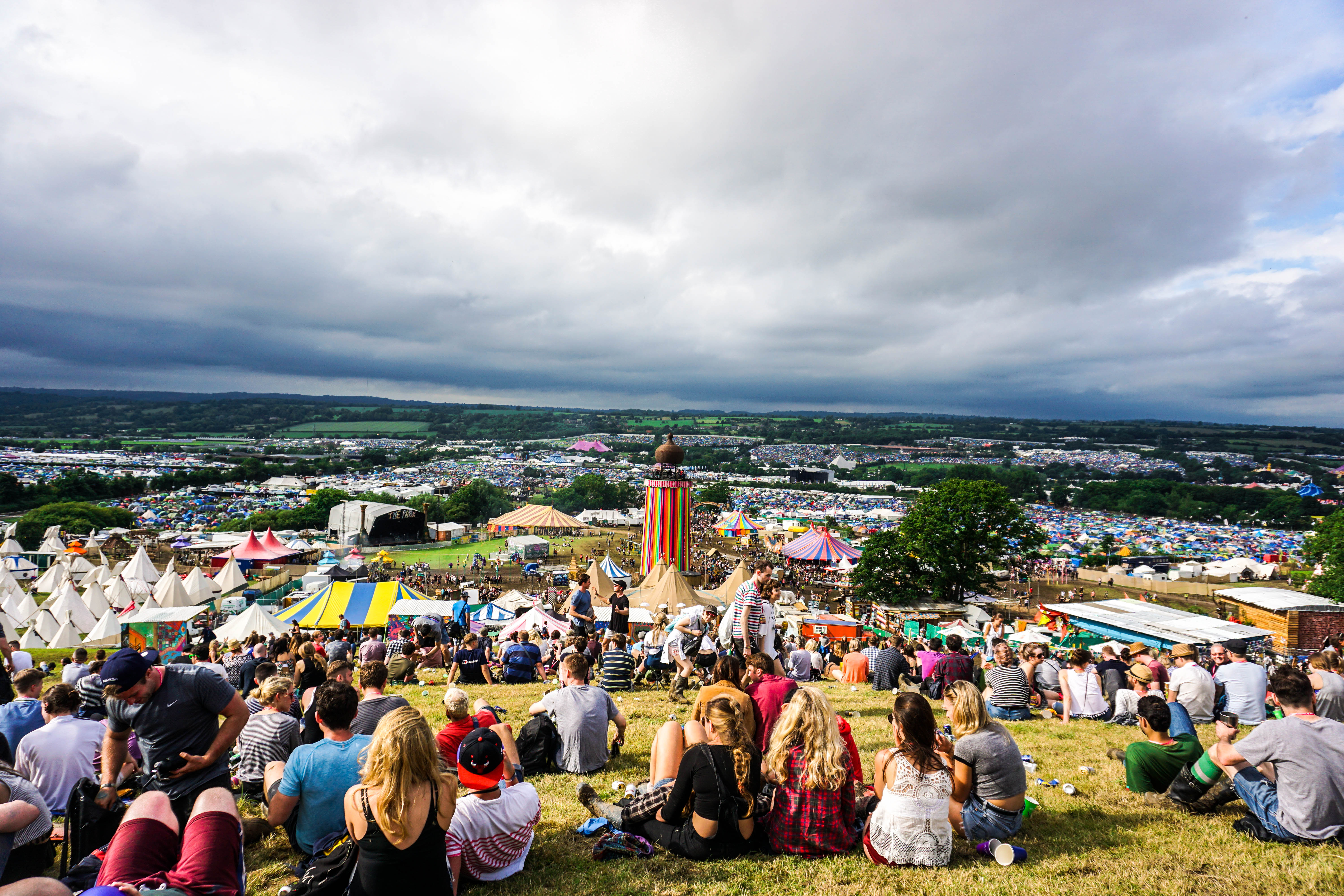
2016년 글래스턴베리 페스티벌 중

글래스턴베리 페스티벌(영어: Glastonbury Festival)은 세계에서 가장 큰 노천에서 벌어지는 음악 및 행위예술 축제이다. 이 축제는 현대 음악 및 가요 축제로 가장 널리 알려져 있으나, 서커스, 극, 코미디, 춤, 카바레 등 다양한 예술 축제도 열린다. 2005년 기준으로, 축제장의 규모는 약 3.6km2였으며, 385명의 예술가와 15만 명가량의 관람객이 방문하였다. 2007년 축제에서는 2만 명이 늘어난 17만7천 명이 관람하였다.
잉글랜드 남서부 서머싯의 글래스턴베리에서 열리는 이 축제는, 1970년 처음 열렸고 1981년 이후부터는 마이클 이비스에 의해 조직적으로 개최되고 있다.